# Luis Usoz
Luis Usoz, né le 19 octobre 1932 à Saint-Sébastien et mort le 10 mars 1992, est un joueur espagnol de hockey sur gazon.

## Carrière
Luis Usoz a fait partie de la sélection espagnole de hockey sur gazon médaillée de bronze aux Jeux olympiques d'été de 1960 à Rome.